# Bosnië en Herzegovina op de Olympische Zomerspelen 2016
Bosnië en Herzegovina nam deel aan de Olympische Zomerspelen 2016 in Rio de Janeiro, Brazilië. Tot de selectie behoorden elf atleten, actief in vijf verschillende sporten. Niet eerder namen zoveel Bosnische atleten deel aan de Spelen. Atleet Amel Tuka droeg de Bosnische vlag tijdens de openings- en de sluitingsceremonie.

## Deelnemers en resultaten
(m) = mannen, (v) = vrouwen 

### Atletiek
| Olympiër      | Discipline      | Resultaat | Prestatie                                            |
| ------------- | --------------- | --------- | ---------------------------------------------------- |
| Amel Tuka V   | 800 m (m)       | 12e       | serie 1: 2e in 1.45,72 halve finale 2: 4e in 1.45,24 |
| Hamza Alić    | kogelstoten (m) | 26e       | kwalificatie groep A: 13e met 19,48m                 |
| Kemal Mešić   | kogelstoten (m) | 30e       | kwalificatie groep A: 16e met 18,78m                 |
| Mesud Pezer   | kogelstoten (m) | 24e       | kwalificatie groep B: 12e met 19,55m                 |
|               |                 |           |                                                      |
| Lucija Kimani | marathon (v)    | 116e      | 2:58.22                                              |

### Judo
| Olympiër     | Discipline | Resultaat | Prestatie                         |
| ------------ | ---------- | --------- | --------------------------------- |
| Larisa Cerić | +78 kg (v) | 17e       | 2e ronde: V van TUN Rouhou: shido |

### Schietsport
| Olympiër          | Discipline           | Resultaat | Prestatie                          |
| ----------------- | -------------------- | --------- | ---------------------------------- |
| Tatjana Đekanović | 10 m luchtgeweer (v) | 35e       | kwalificatie: 35e met 410,8 punten |

### Tennis
| Olympiër      | Discipline    | Resultaat | Prestatie                            |
| ------------- | ------------- | --------- | ------------------------------------ |
| Damir Džumhur | enkelspel (m) | 33e       | 1e ronde: V van ISR Sela: 4-6, 4-6   |
| Mirza Bašić   | enkelspel (m) | 33e       | 1e ronde: V van ARG Mónaco: 2-6, 2-6 |

### Zwemmen
| Olympiër         | Discipline            | Resultaat | Prestatie               |
| ---------------- | --------------------- | --------- | ----------------------- |
| Mihajlo Čeprkalo | 1500 m vrije slag (m) | 37e       | serie 1: 2e in 15.31,62 |
|                  |                       |           |                         |
| Amina Kajtaz     | 100 m vlinderslag (v) | 36e       | serie 2: 4e in 1.01,67  |